# Megalobrama
Megalobrama és un gènere de peixos de la família dels ciprínids i de l'ordre dels cipriniformes.

## Taxonomia
- Megalobrama amblycephala (Yih, 1955)
- Megalobrama elongata (Huang & Zhang, 1986)
- Megalobrama mantschuricus (Basilewsky, 1855)
- Megalobrama pellegrini (Tchang, 1930)
- Megalobrama skolkovii (Dybowski, 1872)
- Megalobrama terminalis (Richardson, 1846)[1][2]